# Ana Samotretja
Sveta Ana Samotretja je krščanska ikonografska tema, prej znana kot Sveta Ana, s hčerko Marijo in malim Jezusom. Gre za nabožno podobo, ki asociira na babico Ano, mater Marijo in otroka Jezusa.
Tema se razvija v okviru kulta svete Ane. Podoba in zgodba svetnice, ki nista v kanoničnih svetopisemskih besedilih, izhajata iz grške apokrifne zgodbe Jakobovega protoevangelija in njegove latinske predelave, Psevdo-Matejevega evangelija. Poleg tega je širjenje zgodb iz Zlate legende, ki jo je med letoma 1261 in 1266 napisal Jacques de Voragine, dokončno utrdilo njeno uveljavitev v ljudski kulturi.
Začetni motiv lika svete Ane je par iz vzhodne tradicije, kjer je povezana s hčerko Marijo. S prihodom v Evropo po križarskih vojnah je bil motivu dodan lik Sina, od druge polovice 13. stoletja v Svetem rimskem cesarstvu in od 14. stoletja v Italiji. Upodobitev svete Ane Samotretje se je na krščanskem zahodu resnično razmahnila od sredine 14. stoletja in dosegla višek med koncem 15. stoletja in začetkom 16. stoletja, zlasti v Italiji in tudi v drugih germanskih državah, kjer je obstajal do 17. stoletja.
Tema je prisotna v vseh medijih, pojavlja pa se predvsem v obliki kiparstva in slikarstva. Čeprav se je sčasoma razvila, so njene ikonografske značilnosti še vedno namenjene označevanju fizične odvisnosti in podrejenosti Marije in Jezusa Ani. Tako dela včasih prevzamejo antinaturalistični značaj, kjer sta lahko Marija in njena mati iste starosti in je prva lahko miniaturizirana; podobno se zgodi, da je Marija predstavljena kot deklica, komaj kaj starejša od svojega sina. Soobstajata dve vrsti kompozicije: vertikalna kompozicija, ki izhaja neposredno iz bizantinskega izročila, kjer svetnica dominira nad svojimi potomci in ki jo najdemo bolj v Italiji, in horizontalna kompozicija, ki izhaja iz prve in je priljubljena v severnih državah Evrope.
V prvi polovici 16. stoletja je tema doživela sorazmeren upad po kritikah Martina Luthra in nato Tridentinskega koncila, ki sta postavila pod vprašaj vlogo svete Ane in njeno pobožnost, ki je takrat veljala za napačno: epizoda je bila inkriminirana legenda o svetnikovem trojnem zakonu, pa tudi o nezmožnosti, da bi takrat odrasla Marija bila ob svoji materi, ki je umrla v njenem zgodnjem otroštvu; nekateri raziskovalci prav tako menijo, da bi te kritike pomenile tudi dvom o tem, kaj se dejansko vidi kot ponovna oživitev starodavnega poganskega kulta, ki je še toliko bolj resen, ker zadeva žensko figuro.

## Predmet
Tema svete Ane Samotretje zajema poleg Jezusa in njegove matere Marije še lik Ane. Ane, ki jo krščansko izročilo obravnava kot Marijino mater, torej Jezusovo babico, in Joahimovo ženo, časti kot svetnico. Čeprav Marijini starši niso nikoli omenjeni v kanoničnih svetopisemskih besedilih, je njihova zgodba pripovedovana v Jakobovem protoevangeliju, apokrifni grški zgodbi iz 2. stoletja, ki je bila prvotno naslovljena Marijino rojstvo. Sčasoma je bil ta zapis spremenjen, da bi bil skladen s kanoniziranimi spisi. Zgodba je nato prevedena in prilagojena iz grščine v latinščino, da tvori Psevdo-Matejev evangelij, znan tudi pod naslovom De nativitate (sanctae) Mariae (virginis) ali Liber de nativitate (beatae) Maria et infantia Salvatoris. Končno se skozi stoletja obogati s hagiografskimi podrobnostmi.
Po zgodbi sta Ana in njen mož Joachim par, ki ju je prizadela neplodnost in se zaradi tega ločita. Zdaj vsak posebej izve od angela, da je ženska noseča. Ana in Joachim nadaljujeta skupno življenje in se v zahvalo za ta čudež odločita, da bosta svojega bodočega otroka posvetila Bogu.
Medtem ko se apokrifne zgodbe končajo s smrtjo obeh likov v prvih letih hčerinega življenja, legendo o »trojni poroki svete Ane«, ki se pojavi v 11. stoletju, v 13. stoletju prevzame Jacques de Voragine, ki v svoji Zlati legendi pripoveduje, da je Ana po smrti svojega moža živela dovolj dolgo, da se je še dvakrat poročila, razširila družinski krog okoli Jezusa in tako pojasnila obstoj njegovih razširjenih bratov in sester, opisanih v kanoničnih evangelijih.

## Mesto v svetopisemskem korpusu
Daleč od tega, da bi tvorile preproste anekdotične zgodbe o svetih osebnostih, apokrifne zgodbe in nato Zlata legenda Jacquesa de Voraginea sledijo natančnim teološkim namenom.
Najprej gre za izgradnjo Božjega učlovečenja z vzpostavitvijo plemenitega rodu in s tem Božjega porekla Marije. Sveto ni več samo Kristusovo življenje, ampak tudi Marijino, po zaslugi in po liku Ane. V 2. stoletju so se namreč razvili konflikti nasprotnih zagovornikov in nasprotnikov človeškega ali božjega rojstva Jezusove matere. Tako je bila deležna napadov, ki so jo obtoževali nizkega rodu in jo celo sumili prešuštva. Vendar pa »Protoevangelij zavrača vse te trditve: Marija je bila rojena bogatim, kulturnim, mestnim staršem, iz kraljevega, Davidovega rodu«. Posledica je pomemben poudarek Marijinega lika v bodoči pobožnosti in češčenju.
Poleg tega so ti spisi del utemeljitve deviškega spočetja, po katerem je Marija spočela Jezusa, medtem ko je ostala devica. Dejansko po eni strani postane to spočetje ponovitev čudeža, ki se je zgodil že z njeno lastno materjo, po drugi strani pa »je [Marija] že pred svojim rojstvom otrok čudeža, ločen in blagoslovljen«. Šele proti koncu 15. stoletja so zagovorniki dogme o brezmadežnem spočetju – po kateri je bila Marija, po kateri je Marija, ko je v pričakovanju prejela sadove vstajenja svojega sina Jezusa Kristusa, spočet brez izvirnega greha – se za utemeljitev opirali na ta besedila. Ker ta čudež nakazuje, da Marijina mati Ana pridobi na teološkem pomenu, v marijansko bogoslužje vstavijo temo svete Ane Samotretje, da bi razširili svoje ideje.
Končno sta ta dva cilja poudarjena s postopkom svetopisemske medbesedilnosti, ki sestoji iz umeščanja apokrifnih spisov v kontinuiteto zgodb iz hebrejske Biblije. Zgodbe Jakobovega protoevangelija in Psevdo-Matejevega evangelija so torej oblikovane po življenjih Elkana in Hane, staršev Samuela, preroka in zadnjega sodnika Izraela; prav tako jih je mogoče povezati z modelom Abrahama in Sare. Ta povezava je dovolj pomembna, da lahko raziskovalci zlahka govorijo o Jakobovem protoevangeliju kot o »krščanskem midrašu«.

## Zgodovina teme

### Nastanek in rast, od antike do srednjega veka
Kolektivna upodobitev treh likov različnih starosti izvira iz antike. Najbolj znana predstavlja boginjo Demetro in njeno hčer Perzefono v spremstvu Triptolema: gre torej za poosebljanje cikla narave preteklosti, sedanjosti in prihodnosti.
Začetni motiv figure svete Ane je par, kjer je povezana s hčerko Marie. Upodobitev poteka v kontekstu rasti kulta Jezusove babice: ta se je najprej razvil na vzhodu v Bizantinskem cesarstvu, zlasti v Jeruzalemu in Konstantinoplu od 6. stoletja. Pozneje se je upodobitev preselila na Zahod: prvo podobo Ane, ki v naročju drži Marijo kot otroka, najdemo na poslikavah na stenah prezbiterija cerkve Santa Maria Antiqua v Rimu sredi 7. stoletja. 12. stoletje zaznamuje dokončno uveljavitev kulta svete Ane – zlasti v severni Evropi – s prenosom relikvij, povezanih z vrnitvijo romarjev med križarskimi vojnami: tako je bila leta 1204 glava svete Ane zaupana stolnici v Chartresu; ponuja se priložnost, da v prvi tretjini 13. stoletja ustvarijo skupino votivnih kipov, ki združuje sveto Ano in njeno hčer, ki bo pozneje služila kot vzor mnogim evropskim umetnikom.
Pobožnost do svete Ane, ki je bila dolgo omejena na nekaj svetišč, se je od 13. stoletja razširila po katoliškem svetu s širjenjem zgodb Zlate legende, ki jo je med letoma 1261 in 1266 napisal Jacques de Voragine, kar je imelo za posledico tesnejše druženje kult svete Ane k kultu Device. Ikonografska povezanost obeh žensk je dokončno ugotovljena. Vendar pa »pobožnost do Odrešenikove Matere zahteva, da ne ločujemo Device od Jezusa« (slednjega obravnavamo kot theotokos), prve upodobitve, ki povezujejo pramater, mater in sina, se pojavljajo v drugi polovici 13. stoletja v Svetem rimskem cesarstvu in od 14. stoletja v Italiji.
Če imata kult svete Ane kot tudi ikonografska zveza Ane-Marije vzhodni izvor, vidi ikonografska tema svete Ane Samotretje svojo konstrukcijo na zahodu. Največjo naklonjenost je našla v Svetem rimskem cesarstvu, tako da se germanski izraz Anna selbdritt (»sveta Ana s tremi«, »v tretjinah«, »trinitarka«) še vedno uporablja v drugih jezikih za označevanje te skupine. Prva od njih je v cerkvi svetega Nikolaja v Stralsundu in je datirana iz leta 1260: Sveta Ana sedi na prestolu; Marija stoji na levi roki, stopala ima na levi nogi; dete Jezus sedi na materinem stegnu, prekrižanih nog; Marijino telo – čeprav je odrasla – je zmanjšano v primerjavi z Anninim; obrazne poteze obeh žensk so enake in stilizirane.

### Vrhunec na začetku renesanse
Upodobitev svete Ane Samotretje je dobila zagon od sredine 14. stoletja in dosegla višek med koncem 15. in začetkom 16. stoletja.
Namen kulta svete Ane skozi njeno tretjo upodobitev je večplasten: kot Jezusova babica – in torej na izvoru Svetega sorodstva – je njen kult posvečen neplodnim ali nosečim ženskam, ki jim je ona šefica; izvaja se tudi z namenom pridobiti njeno priprošnjo za zaščito pred boleznimi ali epidemijami; ali preprosto zato, ker je svetnica skrbniška figura kraja, kot je mesto Firence ali celotna Bretanja, kjer njen kult doživlja velik razmah.
Zdi se, da ta uspeh izvira iz velike ljudske predanosti in ne iz kakršne koli podpore teologov ali cerkvenih oblasti, ki se bojijo pomena, ki se tako pripisuje ženskim postavam; v resnici, če se slednje strinjajo, da vključijo to predstavništvo v cerkve, je to tako, da ga močno omejijo, kar dokazuje na primer njeno ime, ki so ga v Italiji dali »Metterza«, se pravi »tretja«, da bi poudarili svojo podrejenost moškemu liku Jezusa.
V istem času, na prelomu iz 15. v 16. stoletje, je polemika o dogmi o brezmadežnem spočetju dosegla višek. Vendar sta se dogma in ikonografija šele v tem obdobju, kot poudarja umetnostna zgodovinarka Virginia Nixon, zares združili: »Vloga Ane v visokosrednjeveškem diskurzu o spočetju Marije je bila vsekakor pomembna, toda na tej stopnji še ni povezana niti s pro- niti z anti-imakulisti. »Leta 1481 je brezmadežni frančiškanski papež Sikst IV. v koledar rimske cerkve 26. julija dodal slovesni praznik svete Ane. Leta 1494 se je pojavila razprava De laudibus sanctissimae matris Annae benediktinskega opata Johannesa Trithemiusa, ki je imela pomembno vlogo pri širjenju njenega kulta. Istega leta papež Aleksander VI. spodbuja kult svete Ane z vzpostavitvijo odpustka, ki obljublja odpuščanje grehov vsakomur, ki izreče molitev pred podobo Ane Metterze (sveta Ana, Devica z otrokom).
Kult svete Ane se je torej razvijal, dokler ni bila sveta Ana Samotretja izenačena z zemeljsko trojico (v latinščini Trinitas terrestris) glede na nebeško Trojico (v latinščini Trinitas caelestis), katere odsev je bolj dostopna za nepismenega vernika. Toda umetnostni zgodovinar Meyer Schapiro daje prednost izrazu Humanissima Trinitas (človeška Trojica, v nasprotju z Divinissimo Trinitas, božansko Trojico), zlasti zato, ker niti Ana niti Marija nista bistveni v teološkem pomenu izraza, saj le skupina šele po analogiji tvori trojstvo.

### Nazadovanje v 16. stoletju
Po tem obdobju, čeprav je ostala priljubljena, zlasti v severni Evropi, je tema relativno upadla. Dejansko je Martin Luther od leta 1518 kritiziral kult svete Ane in jo postavil »na čelo boginj v panteonu malikovalcev«; podobno so bili reformatorji ogorčeni nad »širjenjem relikvij in parazitskih legend« v zvezi s svetnico, pri čemer so se sklicevali zlasti na apokrifnost njene zgodbe. V odgovor je Tridentinski koncil – ki predstavlja odgovor na protestantske teorije – leta 1563 postavil pod vprašaj vlogo svete Ane in njeno pobožnost, ki je takrat veljala za »napačno«, čeprav ni bila strogo prepovedana. Nekatere epizode njene zgodovine so zato posebej kritizirane, med njimi zlasti legendarna epizoda njene trojne poroke (v latinščini: trinubium). Podobno je koncil priznal, da je takrat odrasla Marija nemogoče biti ob svoji materi, ki je umrla v njenem zgodnjem otroštvu. Od takrat naprej je naziv »zemeljska trojica« postopoma zdrsnil proti sveti družini, medtem ko je bila Ani zaupana bolj nevtralna vloga vzgojiteljice. Papež Pij V. je nato leta 1568, ko je uvedel tridentski rimski koledar, zatrl urad, ki ji je bil posvečen.
Ta razvoj pojasnjuje, zakaj se je materinska trojica od sredine 16. stoletja v zahodni umetnosti zmanjšala. Zato Annie Cloulas-Brousseau meni, da je »nenavadno odkriti sredi 18. stoletja ponovno oživitev trinitarne skupine« v Italiji; čeprav je v Španiji v 17. stoletju ostala precej živa, je nato upadla. Le v Novem svetu se je njeno zanimanje nadaljevalo do 19. stoletja. Nasprotno pa je v severni Evropi, ker je bila tema zelo dobro uveljavljena, upadala počasneje, zlasti ker je leta 1584 papež Gregor XIII. uradno obnovil praznik Ane 26. julija, leta 1622 pa je papež Gregor XV. naredil eno obvezno in nedelovno praznovanje: tema je zavrnjena v Svetem starševstvu v germanskih in nizozemskih območjih, potem pa obstaja soobstoj s tematiko Vzgoje Device, katere prve upodobitve se pojavijo v Angliji od 14. stoletja, da bi jo izpodrinila na prelomu iz 16. v 17. stoletje.

### Nezadovoljstvo v sodobnem času
Kljub nezadovoljstvu lahko tema svete Ane Samotretje še naprej navdihuje umetnike, vendar so ti »precej manjši umetniki in le do 1930-ih«: v krščanski umetnosti Orienta je tako opaziti nekaj oživitev, na primer v samostanu Kykkos na Cipru. Kasneje se srečuje še redkeje, kot na slikah iz let 2010 in 2011 francoskega slikarja in kiparja Arcabasa, priznanega po svojem pomembnem ustvarjanju na področju sakralne umetnosti.
Pravzaprav se tema sreča precej občasno, ko ustvarjalec pokaže željo po ponovnem branju del umetnikov preteklosti. Britanska umetnica Jenny Saville se v seriji del z naslovom Matere zgleduje po kartonu Burlingtonova hiša Leonarda da Vincija. Upodablja sebe nosečo, v naročju drži dva zvijajoča se otroka in postavlja pod vprašaj sprejemanje možnosti smrti otroka v sodobni družbi.
Nazadnje, tema je predmet določene ignorance sodobnih avtorjev, kot je Sigmund Freud, ki v izdaji svojega dela Spomin na otroštvo Leonarda da Vincija iz leta 1919 temo opisuje kot izjemno v umetnosti renesanse, trditev, da razstavlja ameriški umetnostni zgodovinar Meyer Schapiro v članku »Leonardo in Freud: umetnostnozgodovinska študija«.

## Poimenovanja
Tema se v francoskem govornem območju najpogosteje imenuje »sainte Anne trinitaire«. To je novejše ime in se je prej omenjalo samo z opisno formulo kot »Sveta Ana, Devica in dete Jezus«, za razliko od »Anna Metterza« v italijanščini in »Anna Selbdritt« v nemško govorečem območju: ena hipoteza, ki pojasnjuje to pomanjkanje, bi bila relativno pomanjkanje zanimanja za temo v Franciji, razen v Bretanji, Normandiji in Centre.
Doktor teologije Jean-Pierre Maïdani Gérard pa ima raje formulo, izposojeno iz dela filozofa Jeana Laplancheja »Sainte Anne en tiers«, ki jo črkuje tudi »Sainte-Anne-en-tierce«: to mu pojasni pomen italijanskega »Metterza«, »Ona, ki je tretja, v nizu treh« (glede na prevod, ki ga je naredil), ki ne izraža kronološkega reda, ki ustreza genealogiji, ampak hierarhični red saj je »prvi« Jezus (kot Bog in Božji sin), »drugi« pa je Marija (kot Jezusova mati). Pravzaprav prvotno izbiro te besede v Italiji pojasnjuje z željo po distanci med svetnikom in verniki, da bi se izognili vsakršni »malikovalni pobožnosti«, še toliko bolj graje vredni, ker je namenjena ženski. Najdemo tudi »sainte Anne ternaire«, ki jo precej spodbujajo teologi, za katere je izraz »sainte Anne trinitaire« »nesrečen, ker spodbuja špekulacije brez vsakršne teološke relevantnosti«, saj ohranja zmedo s teološko dogmo o sveti Trojici. Končno najdemo tudi »sveto sinovstvo«, vendar je to poimenovanje med raziskovalci precej redko.

## Podpore in destinacije
- Umetniške izvedbe teme na različnih medijih: vitraž, relief, skulptura, iluminacija, oltar in slika
- Sveta Ana Samotretja, 1532, križni hodnik samostana Wettingen, kanton Aargau (Švica)
- Sebastián Ducete in Esteban de Rueda, Sveta Ana, Devica z otrokom, 16. stoletje, Valladolid (Španija), manjša bazilika in nacionalno svetišče velike obljube
- Sveta Ana Saotretja, 14. stoletje, Muzej lepih umetnosti v Lyonu
- Maître du Parement de Narbonne (atribut), Heures Egerton, okoli 1410, Britanska knjižnica, inv. Egerton 1070, fo 97.

- Anonimni umetnik, Triptih svete Ane, okoli 1520, Dobre Miasto (Poljska), cerkev Saint-Sauveur
- Delavnica - Lucas Cranach starejši, Sveta Ana, Devica z otrokom, pred 1515, Nemčija, zasebna zbirka

Zaradi velike priljubljenosti se tema svete Ane Samotretje pojavlja v celotnem spektru verskega prostora. V manjšini je prisoten v domačem prostoru v obliki predmetov osebne pobožnosti, kot so brevirji, manjši oltarni nastavki ali votivni ali zaščitni kipci, namenjeni za okras zunanje stene hiše, ali v obliki predmetov z več posvetnim namenom, na primer kot dekoracija pohištva, kot so opazili na Nizozemskem na emajlih, ki krasijo sprednjo stran škatel. Tema se pojavlja predvsem v širšem prostoru skupnostnega življenja, predvsem v redovniških samostanih in še pogosteje v cerkvah. V tem primeru je pogosto namenjena oltarnim slikam: pogosto je v konzoli ali niši, ki obdaja osrednjo tablo ali na predeli, ki služi kot vodoravna podpora za delo.
Dejansko so skoraj vse upodobitve svete Ane Samotretje v obliki slik in kipov. Kip je najpogosteje pobarvan in je praviloma vstavljen v središče oltarnih podob; najdemo celo – čeprav anekdotično – zgibne lutke, ki jih morajo kleriki, zadolženi za njihovo vzdrževanje, obleči glede na letni čas. Pravzaprav je kiparstvo teme večinoma povprečnih dimenzij in obstaja rahel nagib k monumentalni umetnosti. Prav tako se izdelava redkeje pojavlja v obliki nizkih ali visokih reliefov, ki so nato največkrat vstavljeni v predele oltarnih podob. Slikarska produkcija predstavlja najpogostejše tehnike, namenjene predstavitvi teme: oltarne slike, freske in slike, ki krasijo cerkvene stene, gravure, zlasti v severni Evropi. Uporaba drugih nosilcev je redkejša, četudi ni izjema: to dokazujejo vitraji, kjer so tri figure pogosto povezane z darovalcem in poslikani emajli, ki prihajajo na primer iz Limogesa v 16. stoletju.

## Ikonografija

### Atributi

#### Starostne razlike in telesni proporci
Ker je odnos med materjo in hčerko pomemben v temi, je njuna starostna razlika privilegirana, vendar vodi do proti naravoslovnih predstav. Dejansko, če je Ana najpogosteje predstavljena s konvencionalnimi srednjeveškimi atributi ženske srednjih let, stare okoli šestdeset let – obraz z izrazitimi potezami, bogato oblečen, nosi strogo tančico in je naguban –, se Marija pogosto pojavlja kot deklica, ki je komaj stara kot Jezus, toliko, da bi bilo mogoče Jezusa in Marijo vzeti za brata in sestro.
Poleg tega klasična umetnost največkrat predstavlja sveto Ano kot »največjo, najbolj veličastno« od treh figur. Ko se torej umetnik odloči, da bo Mariji pripisal starost, ki je enaka njeni materi, se zdi pomanjšana, pogosto enake velikosti kot Jezus, ki s svoje strani ponuja normalna razmerja v primerjavi s svojo babico. Zlasti mističen značaj teme je tisti, ki umetnike in sponzorje potiska, da presežejo časovna ali fizična pravila: gre torej za označevanje fizične odvisnosti in podrejenosti Marije in Jezusa Ani.

#### Gesta
- Anonimni umetniki, Santa Anna Metterza, verz 1450, Boccioleto (Italija), oratorij San Lorenzo all'Alpe Seccio
- Cornelis Engebrechtsz, Devica z otrokom s sveto Ano, okoli 1500, Gemäldegalerie, Berlin
- Albrecht Dürer, Devica, otrok Jezus in sveta Ana, 1519 (?), New York, Metropolitanski muzej umetnosti, št. 14.40.633

Sveta Ana, pogosto predstavljena v razglednem položaju v navpičnih kompozicijah ali »v veličanstvu«, sedeča na prestolu, izkazuje določeno zaščitniško dominacijo, ki jo lahko omehča nežna gesta do hčerke. Slednja pa je najpogosteje obrnjena proti svojemu otroku. Včasih naredi gesto molitve s sklenjenimi rokami. Končno Otrok najpogosteje izvede gesto blagoslova ali daritve. Poleg tega Jezus ali Ana pogosto položita svojo roko – prazno ali s kakšnim predmetom – med Jezusa in Marijo. Kretnja ima teološki pomen, ki simbolizira tisto, kar ločuje Sina od Matere: prihodnjo tragično usodo enega in dolžnost drugega, da svojega sina ponudi svetu.
Bolj anekdotično je, da Hans Baldung predstavlja Ano, ki med prsti drži otrokov penis, to gesto pa podpira pogled obeh žensk, ki se zbližata v tej smeri: po mnenju večine raziskovalcev gre potem za pritegnitev pozornosti gledalca na nesporno človečnost Jezusa »človek ki je postal Bog«. Kljub temu, po besedah umetnostnega zgodovinarja Jeana Wirtha, sveta Ana – ki jo primerja s čarovnico – tukaj izvaja kretnjo čarovništva, ki se izvaja kot del magičnega rituala »z namenom obsoditi Jezusa na prisilno čistost«.

#### Oblačila
Sveta Ana najpogosteje nosi bogata in stroga oblačila, s čimer označuje svojo starost in dejstvo, da je poročena: to je kostum begine, ki ga na splošno sestavlja rdeč plašč (v primeru barvne figure) z velikimi gubami, ki tvorijo ščitnik za brado in bela tančica, ki skriva lase. Marijina oblačila in pričeska so oblačila in pričeska deklice: njeni lasje so razpuščeni v skladu s srednjeveškimi običaji, obenem pa jih je mogoče prepasati z naglavnim trakom, ki označuje njeno deviškost in pobožnost, včasih pa nosi enak razpuščen črn ali moder plašč z rokavi kot njena mati, kar simbolizira njeno ponižnost. Navsezadnje je mali Jezus skoraj vedno gol, kar pomeni njegovo človeško naravo. Oblačila nosi le redkokdaj: tedaj so duhovniška, z namenom, da »proti protestantizmu ponovno potrdi katoliški zakramentalizem«.

#### Barve
Večinoma porazdelitev barv sledi strogemu kodiranju: rdeča za Sveto Ano in modra za Marijo po orientalskih vzorih. Včasih, zlasti v severni Evropi, je Marija »ovita s širokim materinim črnim plaščem, znamenjem ljubezni in zaščite«. Poleg tega Ane večino časa nosi na glavi tančico, katere belina je znak čistosti. Kar zadeva ozadje, je pri poslikavi zelo pogosto zlate barve in tako predstavlja znak sakralnega.

#### Predmeti
- Primeri predmetov, ki jih prikazujejo liki teme
- Anonimni umetnik, Sveta Ana Samotretja, med 1495 in 1504, Utrecht (Nizozemska), muzej samostana Svete Katarine
- Francesco Traini, Devica z otrokom s sveto Ano, 1340-45, Princeton, Univerzitetni muzej umetnosti

Trije liki zelo pogosto nosijo svetniški soj, simbol svetega značaja njihove osebe. Sveta Ana pogosto sedi na prestolu. Lahko drži knjigo Svetega pisma, simbol modrosti in znanja, ki tu spominja na njeno vlogo vzgojiteljice. Otroku lahko podari sadje: jabolko ali hruško kot aluzije na izvirni greh, odrešen s pasijonom; grozd, ki spominja na zadnjo večerjo in križ, ki simbolizira njegovo bodočo žrtev; granatno jabolko, simbol greha, pa tudi plodnosti, večnosti in vstajenja. Če ne naredi znaka blagoslova, lahko mali Jezus drži globus, pa tudi majhno žival, kot je metulj.

#### Kompozicija
Večina umetnostnih zgodovinarjev po Louisu Réauju predlaga razlikovanje med vertikalno in horizontalno kompozicijo. Vendar se o tej tipologiji včasih razpravlja: nekateri raziskovalci, ki ugotavljajo, da nekatera dela ne sodijo ne v ne eno ne v drugo (z vrzeljo med Marijo in Ano na primer), raje razlikujejo med deli, kjer je načelo »vključevanja (silhueta Ane, ki služi, tako rekoč zaobjeti druga dva, kot ruske lutke)« in tiste, ki se nanašajo na »tisto jukstapozicijo«. Končno, Jean-Pierre Maïdani Gérard, ki presega to ločnico, loči štiri kategorije upodobitev: Ana in Marija sedita ena poleg druge; Ana sedi sama, Marija na kolenih; Ana in Marija stojita druga ob drugi; Ana stoji in nosi Marijo v naročju.

#### Navpična kompozicija in njena simbolika
- Razvoj tematske kompozicije
- Tradicionalno so predstavitve teme vertikalne kompozicije (Masaccio in Masolino da Panicale, Sveta Ana Metterza, 1424-1425, Firence, Galerija Uffizi, inv. št. 8386)
- Sčasoma se je vertikalna struktura razvila v diagonalno (Benozzo Gozzoli, Devica z otrokom s sv. Ano in donatorji, ok. 1470, Pisa, Narodni muzej San Matteo)
- Končno je vzpostavljena struktura, kjer Marijo in Jezusa Ana simetrično drži v naročju (anonimni umetnik, Heilige Anna Selbdritt, okoli 1500, München, Bayerisches Nationalmuseum, Fränkische Galerie)

Pri treh likih so se umetniki znašli pred problemi razlik v velikosti, starosti in naravi ter njihovega prenosa v prostor. Treh članov v bistvu ni treba predstaviti konsubstancialno, tako kot Sveta Trojica, umetniki imajo določeno svobodo, vendar je ikonografsko izročilo svete Ane Samotretje hitro kodificirano znotraj vsakega geografskega prostora, skupine pa predstavljajo le nekaj različic.
Prve upodobitve svete Ane Samotretje sledijo bizantinski slikovni obliki, sestavljeni iz zelo strogega navpičnega diagrama, kjer so liki drug nad drugim: Ana stoji v nadrejenem položaju in dominira nad Marijo, pogosto sedečo na prestolu; slednja nazadnje drži v naročju dete Jezusa. Ta kompozicija, pogosto opisana kot »gigogne«, ustreza najstarejši predstavitvi teme, vendar je bila tudi najpogostejša v Italiji do začetka 16. stoletja. Zgodovinsko gledano daje slika, ki sta jo okoli leta 1425 naslikala Masaccio in Masolino da Panicale, temi tako monumentalnost, da predstavlja referenčno delo za njegove privržence in je predmet velikega števila oživitev.{{sfn|Zeller|2003|p=37}
Prva evolucija nadomešča to navpično kompozicijo z diagonalo, ki, začenši z desne, postavlja nasproti obraze treh likov z enakimi proporci. To je okoli leta 1470 predlagal Benozzo Gozzoli na sliki, namenjeni samostanu nun v Pisi. Takšna postavitev ostaja neobičajna severno od Alp: običajna upodobitev v pozni nemški gotski umetnosti - kar ustreza drugi evoluciji - prikazuje Ano stoječo ali sedečo, ki simetrično drži Marijo (pogosto otroka ali odraslo) na svoji levi roki) in na njeni desni roki - to je na častnem mestu - dete Jezusa. Še vedno se zgodi, a precej redkeje, da sta figuri obrnjeni levo-desno. V Italiji sta obe različici soobstajali od 16. stoletja.
Ikonografska tema svete Ane Samotretje ne reproducira realistične upodobitve in ponuja simbolično vizijo epizode Jakobovega protevangelija: gre za »obrambo, z neizprosno vizualno logiko, Božjega učlovečenja, Brezmadežnega spočetja Device in Anina svetost«, da izpostavi prevladujočo vlogo Ane, da izrazi pomen ženske linije v Jezusovem rodovniku in da končno predlaga »vizualno teološko demonstracijo čudežnega spočetja v dveh generacijah«. Slika Masaccia in Masolina da Panicaleja na primer poudarja teološko razsežnost Besede, utelešene v Marijinem mesu, tako da Detetu daje zelo močno fizično prisotnost; podobno slikarji poudarijo matrilinearno genealogijo Jezusa tako, da ga postavijo pred Marijino maternico, medtem ko ona sedi med nogami lastne matere.

#### Preklop na vodoravno kompozicijo in namestitev pripovedi
Vertikalno združevanje poraja teološko razpravo o mestu svete Ane na vzvišenem položaju, nekanoničnost tega lika pa je v izvoru »spora svete Ane«, ki je trajal od 14. do 17. stoletja. Ta prepir pojasnjuje, zakaj se je v 15. stoletju razvila izbira, da dve ženski ne predstavljata eno nad drugo, temveč drugo poleg druge v vodoravni skupini. Medtem ko za temo božanske Trojice Cerkev vsiljuje vertikalno skupino »prestola modrosti« (v italijanščini: Sedes sapientiae), horizontalizem »človeške Trojice« tako omogoča »ponovno vzpostavitev razmerij in zelo jasno ločitev treh sopostavljenih likov in ne predstavlja enake pomanjkljivosti kot v božanski Trojici, katere tri osebe so enosubstančne«. Ta »odločilna novost« se je zgodila leta 1340: Barna da Siena upodablja sveto Ano in Marijo, sedeči druga ob drugi na klopi, ki si delita enak pomen in uokvirjata Jezusa, ki stoji v njegovi mistični poroki svete Katarine, kjer je »vse verjetno, starosti, razmerij, odnosov«.
Čeprav izvira iz Italije, se je ta kompozicija bolj razvila v kulturnem prostoru severne Evrope v 15. in 16. stoletju, kompozicija, ki predstavlja dve ženski, ki stojita druga ob drugi, pa je bila priljubljena na Nizozemskem in v Flandriji. Med njenimi prednostmi je omogočanje ustvarjanje stika, zlasti med babico in otrokom: včasih najdemo Jezusa celo v Aninem naročju. Tega pa ni storila jasna opustitev navpične kompozicije: »Ravnotežje je bilo doseženo, ko sta po vzoru nebeške Trojice obe materi sedeli druga poleg druge, na obeh straneh Jezusa. Težko je določiti kronološki razvoj, saj so vse te različice soobstajale v prvi polovici 16. stoletja, vendar je horizontalna formula tista, ki je uživala največjo naklonjenost.«
Takšna svoboda od navpičnosti olajša podajanje pripovedi s simboličnim ciljem: to je torej zgodovinski prizor, ki se ne bere več zgolj kot oznanilo prihajajočega pasijona, ampak kot nujno sprejetje drame s strani Marije s pomočjo njene matere, celo njenega sina.
Horizontalna razporeditev, kot je uporabljena zlasti v severni Evropi, je v celoti primerna za različice, med katerimi umetnostna zgodovinarka Annie Cloulas-Brousseau ugotavlja različne tipologije v naslednjih izrazih: »Marija odložena«, »Marija vzame nazaj svojega sina« in »Skupno dete«, ki pričajo o gibanju Marije in Deteta v vrstah kompozicij, ki si sledijo ali soobstajajo. Nova dinamika je bila uvedena sredi 14. stoletja pod vplivom Meditationes de Vita Christi psevdo Bonaventure: tako Prvi korak Deteta Jezusa - v katerem Jezus vadi hojo - priča o kompozicijah, v katerih postane aktiven in ne zamrznjen v materinem naročju. Prav tako se v prvi četrtini 16. stoletja zgodi, da Marija »zapusti Anino naročje, zdrsne z njene roke ali kolena, da skromno in krhko stoji ob njej«: kompozicija tedaj včasih razkrije neko ravnodušnost para, ki sta ga oblikovala Jezus in njegova babica proti Mariji.

### Dodatki in variacije

#### Obogatena sestava: Sveto starševstvo
Ko kompozicija s prehodom iz navpičnosti v vodoravnost izgubi svoj togi značaj, se lahko odpre prisotnosti drugih likov poleg babice, matere in sina: anekdotično se lahko »Sveti rod« tako odpre figuri Mati svete Ane, sveta Émérencie, je tako tvorila »sveto Ano kvatarno« (nemško Anna selbviert). Čeprav ta razširitev teme ostaja ikonografska zanimivost, so se skupini hitro pridružile druge osebe, povezane s sveto Ano, zlasti njeni možje – Joahim, Kleof in Saloma – ter tri hčere, ki jih je imela z njimi – Marija, Jezusova mati, ampak tudi Marija Jacobé, hči Kléofa in Marie Salomé.
To je »sveto starševstvo«, katerega nekatere upodobitve imajo do devetindvajset znakov. Znana je tudi kot »rod Madame Saint Anne« ali »Apostolski rod svete Ane«; ta družina podob se pogosto imenuje »sveta Ana slikarjev in kiparjev«. Ta tema, ki izhaja iz svete Ane Samotretje, je uživala velik uspeh po vsej severni Evropi; njene najstarejše upodobitve se tam pojavljajo v zadnji četrtini 15. stoletja.
Vendar pa je Tridentinski koncil leta 1563 zavrnil Anino trojno poroko in s tem naredil konec zastopanju »svetega starševstva«. Od takrat naprej se je v germanskem prostoru, v skladu z navodili koncila, po katerih mora biti naziv zemeljske Trojice pridržan za Sveto družino, razvilo predstavljanje slednje. Nazadnje, poleg svete Ane Samotretje obstaja nič manj kot pet ikonografskih tem, ki soobstajajo ali sledijo druga drugi v Evropi od 14. stoletja: materinstvo svete Ane, sveta Ana Samotretja (znana tudi kot »sveto sinovstvo«) , Marijino darovanje svete Ane, vzgoja Device in sveto starševstvo.

#### Pripoved, ki jo je obnovil Leonardo da Vinci
- Trije predlogi Leonarda da Vincija za predstavljanje teme
- Leonardo da Vinci, Devica z otrokom, sv. Ano in sv. Janezom Krstnikom, znana kot »karton Burlington House«, med letoma 1499 in zgodnjim letom 1501 ali med letoma 1506 in 1513, Narodna galerija, London, inv. NG6337
- Andrea Piccinelli, Sveta Ana, slika iz kartona Fra Pietra Leonarda da Vincija iz leta 1500 do aprila 1501, 1515-1517, izgubljena, Berlin, Muzej Kaiser-Friedrich
- Leonardo da Vinci, Marija in otrok s sveto Ano, 1503-1519, muzej Louvre, inv. 776

Prispevek Leonarda da Vincija je pomemben z umetniškega vidika in obnavlja temo z novim simbolnim predlogom. Če si ni izmislil upodobitev treh likov tematike svete Ane Samotretje (sveta Ana, Devica in Jezus), je slikar skupini prvi dodal še četrtega protagonista, ki ni preprost gledalec kot donator, ki pa je sestavni del prizora: to je sveti Janez Krstnik v kartonu Burlington House (med 1499 in zgodnjim letom 1501 ali med 1506 in 1513), nato pa jagnje v kartonu Fra Pietro (1500-1501). Zanimivost te četrte figure je predvsem v tem, da »vzbuja Jezusovo delovanje, ki vse bolj vpliva na razpoloženje celotne skupine« in s tem ustvarja nova ravnotežja v kompoziciji. Od takrat naprej jih je slikar v svojem končnem delu, ki je bil viden v Louvru, poskrbel za naravne in fleksibilne geste. Rezultat je niz, radikalno drugačen od prejšnjih hieratičnih kompozicij, ki so like fiksirale v strogo frontalnost.
Poleg tega dodajanje tega četrtega lika dramatizira in ojača že znano simboliko, po kateri mora Marija ob pomoči matere sprejeti bodočo žrtev svojega sina. Tako v kartonu Burlington House zadnji izmed prerokov, sveti Janez Krstnik kot otrok, priznava božanskost učlovečenega Mesije. In na kartonu Fra Pietra, tako kot na sliki v Louvru, figura jagnjeta omogoča slikarju, da vztraja pri božanski žrtvi. Slikarju se je tako zdela ta najnovejša »iznajdba« tako »še posebej briljantna«, da jo je pozneje ohranil v svoji zadnji sliki. Po drugi strani pa, še vedno v slogu fra Pietra, predlaga, da bi sveto Ano postaral, da bi jo počlovečil, vendar s tem tako zmanjša teološki obseg dela, da ga na koncu opusti. Kakorkoli že, nastane pripoved, ki jo Fra Pietro Novellara, slikarjev sodobnik, prevaja takole:
[[quote|»V [tem kartonu] je prikazano Dete Jezus, staro približno eno leto, ki je skoraj pobegnilo iz naročja svoje matere. Obrne se proti jagnjetu in zdi se, kot da ga objema. Mati, ki se skoraj dvigne s kolen svete Ane, trdno drži Dete, da ga loči od jagnjeta (daritvene živali), ki pomeni trpljenje. Sveta Ana, ki nekoliko vstane, se zdi, da želi prijeti svojo hčer, da ne loči otroka od jagnjeta. Kar naj bi morda predstavljalo Cerkev, ki noče preprečiti Kristusovega trpljenja0.«}}
Nazadnje slikar predlaga inovacijo, ki jo je Daniel Arasse opisal kot »popolnoma izjemno«: spuščanje Jezusa na tla, da bi lahko zapustil materine noge. Pravzaprav simbolizira vse naenkrat in v eni sami podobi rojstvo, otroštvo in odhod.
Poleg tega se slikar osvobaja nekaterih preteklih konvencij: »Počloveči in poganizira tradicionalno temo.« Tako so na končni sliki, ki jo hranijo v Louvru, opuščene stroge tradicionalne konvencije o oblačenju (stroga matronska vrvica za Ano in razpuščeni lasje za Marijo). Nato je mogoče ugotoviti osupljivo in novo posledico: Ana brez teh pomembnih oblačil in predstavljena z manj izrazitimi potezami se zdaj zdi – bodisi v kartonu Burlington House bodisi na zadnji sliki – iste starosti kot njena hči. Prav tako, dotlej zapostavljena, pokrajina postane smiselna: daleč od zlatih ozadij ali strogih arhitekturnih struktur se liki razvijajo v prostrani in mehki pokrajini, ki se kopa v obdajajoči mehkobi sfumata in je sestavljena iz elementov s pomenom, kot so elementi minerali in listavci.
Nazadnje, slikarjeve različne predloge predstavljajo več poskusov, da bi se osvobodil kompozicij, ki so tradicionalno povezane s temo: če v kartonu Burlington House (prvi karton) slikar predlaga vodoravno kompozicijo in v kartonu Fra Pietro (drugi) vertikalno, v končni sliki mu uspe ustvariti hibridno kompozicijo, pretežno piramidasto, v kateri je Sveta Ana poudarjena z igro »objem[anja], zaplet[anja] teles, ki multiplicirajo učinke kontraposta«.

#### Caravaggiova transgresija
Marca 1606 je Caravaggio izročil sliko na temo svete Ane Samotretje, namenjeno kapeli v baziliki svetega Petra v Rimu, ki jo je vodila bratovščina, ustanovljena sredi 14. stoletja, Bratovščina ženinov. Tedaj je šlo za zamenjavo slike, pripisane Giovanu Francescu Penniju, na kateri Ana stoječa predstavlja Marijo in Jezusa svetemu Petru in Pavlu: to naročilo je najprestižnejše, kar jih je slikar kdaj prejel.
Vendar se zdi, da je slika veljala za tako škandalozno, da so jo odstranili manj kot mesec dni po postavitvi. Več ikonografskih elementov, ki so vprašljivi, ker so nespodobni, po navadi upravičujejo ta umik: globok vratni izrez Device Marije (ki si prav tako sposoja poteze od kurtizane); osrednja in očitna prisotnost spola otroka, še posebej, ker tukaj ni več dojenček; precej beden videz svete Ane, ki je predstavljena kot stara in ne častitljiva. Gre za zelo surovo, zelo plebejsko razlago, poudarja umetnostni zgodovinar Roberto Longhi, ki celo ocenjuje, da je ta zavrnitev »neizogibna«, zlasti pri sveti Ani, »tej stari sramežljivki, ki res ni predstavljiva«.
Toda bolj kot vprašanja spodobnosti se zdi najbolj ključno teološko vprašanje. Poleg tega se zdi, da je bila pri zavrnitvi slike odločilna teža kardinala Tolomea Gallia, varuha dogme. Ker dejstvo, ki tako predstavljena sveta Ana, ni samo stara, ampak tudi grimastična in oddaljena, predstavlja težavo: »Z ločitvijo skupine, ki jo sestavljata Devica z otrokom, od svete Ane, ki je nadležno človeška in popolnoma pasivna, zelo nesimpatična, čeprav  pomeni milost, je Caravaggio potrdil radikalno ločitev med odrešilnim delom, ki sta ga opravila Marija in njen sin in posegom milosti. Kar je pomenilo implicitno trditev, da je zmaga nad grehom delo človeka in tuja kakršnemu koli božjemu posegu108.«
Slika pa vsebuje za tisti čas neoporečne elemente na teološki ravni: opis Deteta, ki Devici pomaga zdrobiti kačo, je strogo v skladu s papeškimi navodili iz leta 1569 na rožnem vencu in na mestu Matere sv. Jezusa; da bi v celoti razumeli to podrobnost, se moramo umestiti v ozračje katoliške reformacije in s tem v vizijo mesta Device v krščanski dogmi. Dodatek svete Ane sam po sebi ni problem, saj njena prisotnost nakazuje doktrino o brezmadežnem spočetju od preloma 15. stoletja, vendar Caravaggio prekine tradicijo, ki jo je začel Leonardo da Vinci in sestoji iz sestavljanja piramide, ki tesno povezuje tri like: Sveta Ana je nasprotno postavljena na stran, zagorel obraz in grobe roke pa po Langdonu ne preprečujejo, da bi tam videli resen in dostojanstven vidik, ki spominja na klasično kiparstvo – v nasprotju z materjo in otrokom, čigar topla človečnost je takoj zaznavna. Lahko celo pomislimo, da je ta osupljivi naturalizem morda prispeval k šoku nekaterih gledalcev, kar vrača vprašanja o dekorju.
Nekateri raziskovalci kljub temu pozivajo k previdnosti glede razlogov za zavrnitev te slike: veliko vnaprejšnjih idej o Caravaggiu izvira iz njegovih prvih biografov, zlasti Giovannija Pietra Bellorija in Giulia Mancinija, vključno s tem, kar je lahko napačno ali zavajajoče v njihovih interpretacijah. Tako Sybille Ebert-Schifferer v celoti izpodbija kakršno koli zavrnitev te slike, vendar meni, da jo je bratovščina Grooms prostovoljno prenesla v svojo cerkev, preden je bila z dobičkom prodana kardinalu Scipioneju Caffarelli-Borgheseju: pravzaprav je po njenem mnenju izročitev slike ni bila povod za noben škandal. Navsezadnje sodobna Caravaggieva teologija sveti Ani priznava le podrejeno vlogo, kar je v tem primeru. Umetnostna zgodovinarka Catherine Puglisi gre v isto smer: »Glede na očitno popolno Caravaggievo ilustracijo marijanske dogme smo lahko le presenečeni nad usodo, ki jo je doživela njegova Madona ženinov, ki so jo tako hitro odstranili iz Saint-Pierra.«
Zato bi bila odstranitev slike povezana le s posebnim značajem kraja njene razstave: morda je navsezadnje le nekaj podrobnosti, ki so za baziliko svetega Petra nekoliko neprijetne, drugje pa ne bi predstavljale težav, kot je nevpadljiv videz svete Ane, Kristusova golota ali obleka Marije, ki ima obleko delno zavihano, kot bi jo imela preprosta ženska. Morda spet naturalizem te ženske, s katero bi se lahko poistovetila vsaka mati, preprosto ne ustreza prestižni baziliki in njenim zelo skrbnim varuhom dogme.

## Ana Samotretja po geografskih prostorih

### V Italiji
Zaradi »zelo bogate ljudske ikonografije« je ikonografska tema sant’Anna metterza ('Sveta Ana Samotretja') doživela »najveličastnejši razcvet« v italijanskem kulturnem prostoru pred Tridentinskim koncilom, veliko bolj kot kjerkoli drugje v Evropi. Svoj uspeh črpa iz velike ljudske pobožnosti, ki jo uživa sveta Ana od zgodnje vzpostavitve njenega kulta v Rimu sredi 7. stoletja. Prav tako je Pisa kot pomorska sila zahodnega Sredozemlja še eno mesto za uveljavitev svetničinega kulta: njena prva cerkev, posvečena svetnici, izvira iz leta 1086. Sledila bodo mesta, kot sta Neapelj ali Genova. Kot znamenje njenega pomena v upodobitvah svete Ane Samotretje je tako Ana sistematično predstavljena, vse do Leonarda da Vincija, »kot najimpozantnejša, najslovesnejša, najstarejša« od treh likov.
Dva elementa pojasnjujeta ta uspeh. Prvič, ta kult je spodbudil uspeh zelo priljubljene Zlate legende dominikanca in genovskega nadškofa Jacquesa de Voraginea. Še več, oboje – kult in temo – spodbujajo verske oblasti: tako je papež Sikst IV. postavil odpustek, ki obljublja odpuščanje grehov vsakomur, ki izreče molitev pred podobo Ane metterze. Po drugi strani pa je iz njega izhajajoča tema »Svete družine« na polotoku skoraj odsotna: na severu je nastalo le nekaj del, gotovo pod vplivom germanskih dežel.
V tem kontekstu so Firence poseben primer. Dejansko je bila sveta Ana zaščitnica mesta od upora njegovih prebivalcev proti Gautierju VI. Briennskemu 26. julija 1343, na dan svetnice. Poleg tega je njeni podobi v prid dejstvo, da se svetnica pojavlja kot zaščitnica mesta pred kugo: prebivalstvo ji torej pripisuje apotropejske vrline, zlasti od epidemije, ki se je zgodila v mestu leta 1348.
Del 15. stoletja je bil kult v relativnem zatišju - od tod ikonografska tema Sant'Anna metterza - pridobil z obnovitvijo republike med padcem Medičejcev leta 1494. Podoba v Firencah je torej povezana lokalnemu političnemu kontekstu, ki mu je naklonjen. Dejansko, poudarja Daniel Arasse, ko Florentinci paradirajo pred karikaturo Leonarda da Vincija, ki predstavlja sveto Ano Samotretjo in je bila razstavljena v mestu spomladi leta 1501, ne gre toliko za občudovanje umetnikovega dela, kot za pridobitev posredovanja svetnice, mestu grozi Cesare Borgia.
Paradoksalno je, da je Tridentinski koncil (1545–1563) brez težav uspel na polotoku ugasniti zgodbo o sveti Ani, ki jo je prizadela že protestantska reformacija (prva četrtina 16. stoletja): ikonografska tema »sant'Anna metterza« je izpodrinjena s sveto družino, v kateri je svetnica, ko je prisotna, v ozadju. Jean-Pierre Maïdani Gérard želi v tej vrnitvi videti zavrnitev reformacije in nato protireformacije tistega, kar bi lahko izenačili s starodavnim poganskim kultom, še toliko bolj kritiziranega, ker zadeva žensko figuro. Od takrat naprej, ko jo prevzamejo umetniki, postane tema realistična in »zmehčana«, prizor, opisan med tremi liki, pa si navdih in značilnosti sposodi iz žanrske scene: dve ženski predstavljata precejšnjo starostno razliko; Marija se obrne proti materi in jo predstavi sinu; starka in Otrok si končno izmenjata ljubeče geste.

### V Franciji
Lik svete Ane je v Franciji predmet resnične pobožnosti. Prva upodobitev skupine svete Ane - Marije sega v leto 1210 s skulpturo na steber severnega portala stolnice v Chartresu. Potem je to pobožnost do polsester Device, »treh Marij«, ki se bolj izraža na deželi, kot dokazuje miniatura, ki jo je v 15. stoletju naslikal Jean Fouquet v horariju Ure Étienna Chevalierja.
V Franciji je sveta Ana Samotretja izražena predvsem v obliki kipov: tema se tako pojavlja na tako imenovani »taraski« oltarni sliki v oltarju Aygosi, ki je shranjen v stolnici Saint-Sauveur v Aix-en-Provence in je dokončan 28. januar 1470 kiparja Audineta Stéphanija.
Prvi vitraž svete Ane Samotretje v Franciji je zabeležen v stolnici Sainte-Anne d'Apt: ta je iz leta 1501 in je bil ustvarjen v kapeli, kjer hranijo relikvije, zavite v prapor, takrat znan kot tančica sv. Anne — pravzaprav plašč egipčanskega kalifa iz 11. stoletja; zdi se, da ima kompozicija vir navdiha risbe ali gravure iz Nizozemske. Kar zadeva slikarstvo, so poslikave, zlasti tiste na oltarjih, redke in se pojavljajo od sredine 15. stoletja. Na splošno ima Francija dva glavna vira vpliva: če so slike v severnem delu države nordijskega navdiha - in zaradi tega 'niso izvirne' - tiste na jugu sprejmejo mednarodni gotski slog.
Če pa ima kult svete Ane koristi od resničnega zanimanja v Franciji, je le malo pričevanj o njeni predstavitvi kot svete Ane Samotretje doseglo sodoben čas v primerjavi z drugimi državami v Evropi: pravzaprav so verske vojne in francoska revolucija bila povod za številna uničenja, je možno, da je veliko del, ki so jo prikazovala, izginilo.
Raziskovalci poudarjajo veliko zanimanje za sveto Ano v Centru, Normandiji in v Bretanji — slednja je postavljena pod pokroviteljstvo svetnice. V Bretanji, čeprav pozno, saj sega v 17. stoletje, se zato zdi zanimanje za reprezentacijo teme primerno; O tem pričajo pogoji za nastanek romanja v Sainte-Anne-d'Auray: marca 1625 je kmet Yvon Nicolazic odkril lesen kip rimske boginje Bone Dee, ki doji dva otroka; nato so jo kapucinski menihi iz Aurayja spremenili, da bi bila podoba svete Ane Samotretje, ki drži Devico z Detetom Jezusom na kolenih. Še vedno zelo številne v tej regiji, predstavitve teme večinoma sprejemajo vertikalno strukturo in so del popularne umetnosti.
Kar zadeva ostalo Francijo, končno, upodobitve svete Ane Samotretje prevzemajo značilnosti flamske umetnosti na severu in germanskega območja v Alzaciji, katere horizontalno sestavo prevzemajo.

### V severni Evropi
V severni Evropi je v nemškem kulturnem območju in na Nizozemskem tema svete Ane Samotretje najbolj globoko in trajno uveljavljena »do te mere, da se izraz Anna Selbdritt […] pogosto uporablja v drugih jezikih na kratko označiti [skupino]«. Ta postavitev se razteza čez obdobje od 15. do 17. stoletja: tema je dobro uveljavljena na vseh ravneh družbe, tako med kleriki kot laiki, razvija pa se zlasti prek posebej posvečenih bratovščin.
Razlogov za ta uspeh je več. Prvič, Sveto rimsko cesarstvo je gostilo številne relikvije, kot so palec desne roke ter delci roke in prsta svete Ane, ki jih je leta 1493 iz Svete dežele prinesel saški volilni knez Friderik III. zbirka relikvij v Wittenbergu. Poleg tega je lik svete Ane skladen z družinskimi vrednotami, ki jih promovira germanska družba, in preko njih vrednotami družbene stabilnosti, ki jih prenašajo. Poleg tega je sveta Ana priljubljena zaradi njene vloge priprošnjice pri Bogu v številnih vojnah in epidemijah. Posledica tega je torej ljudska norija: tako umetnostni zgodovinar Vincent Delieuvin poudarja, kako sledovi ožigov ob plamenih sveč, ki jih najdemo na kipih svete Ane Samotretje, pričajo o gorečnosti vernikov.
Kult, posvečen sveti Ani, se je razvil v obliki svete Ane Samotretje in nato v izpeljani obliki svete Parenté. Prav tako je v klerikalnem svetu to povzročilo, da so frančiškani ustanovili številne bratovščine, posvečene svetnici. Njej posvečene kapele in cerkve se množijo in od tod tudi njene podobe.
Ta predanost podobi svete Ane Samotretje je potrjena v različnih slojih družbe kljub kritikam, ki jih je leta 1518 izrazil Martin Luther, ki je svetnico opisal kot »malika« (nemško Abgott). Okoli svete družine in zaporednih porok Marijine matere je bil celo razvit sporazum med katoličani in protestanti. Tako je nekdanji menih, ki je postal protestant, leta 1523 pisal o trojnem zakonu: »Verjamem, da je Bog tako ustanovil zakon, da Bog bolj ceni pobožnega poročenega, tudi če je bil poročen trikrat, kot 'menih ali redovnica, ki je ostal nedolžen trideset let'. To ni preprečilo Frideriku III. Saškemu, katoliku, a občutljivemu na Luthrove argumente, da se istega leta odreče svojemu kultu.
Pravzaprav dve ikonografski temi svete Ane Samotretje in njene izpeljanke, svetega starševstva, takoj sobivata v Svetem rimskem cesarstvu od približno 1450 do 1550. Njihova zastopanost se je le počasi zmanjševala po navodilih Tridentinskega koncila, po katerih mora biti naziv »zemeljska trojica« pridržan za Sveto družino.
V Svetem rimskem cesarstvu sveta Ana Samotretja (Anna Selbdritt) sledi tako strogemu kot splošno razširjenemu ikonografskemu vzorcu: »Ana, babica, nosi, kot poročena ženska ali ženska srednjih let, ovratnik, ki oblikuje pas na bradi in tančico, ki skriva lase; njena hči, Devica Marija, je vitka deklica z razpuščenimi lasmi; njen vnuk, Jezus, je mlad goli otrok« in, »ko stoji v osrednjem položaju, babica Ana nosi svojo hčer Marijo na eni roki in svojega vnuka Jezusa na drugi [glede na] simetrično in redukcijo marijanskega lika, brez skrbi za verodostojnost«.
V nizozemski regiji uživa tema trajen uspeh. Kljub temu je sveta Ana postopoma prevzela vzgojiteljstvo, da bi jo izpodrinila ob koncu 16. stoletja: v Angliji je prisotna od 14. stoletja, se je preselila na Nizozemsko in v sosednje regije. Tukaj moramo videti učinke priporočil Tridentinskega koncila, tako kot na germanskem območju, upoštevati pa moramo tudi vpliv flamskega karmeličana in škofa Tournaija Laurenta De Cuyperja, čigar delo Resnična zgodba svete Kristusove babice, objavljeno leta 1593 potrdi zavrnitev Anine trojne poroke in s tem Svete družine. Od takrat naprej so se razvijale ikonografske konvencije: »Ana ni več idealizirana mati, saj je njen obraz zaznamovan s starostjo, poteze so izrazitejše, brada poudarjena. Mlada Marie, čeprav je bila položena v materino naročje, ji sedaj obrača hrbet.«

### Druge regije Evrope in sveta
Tema »Ana Trina« ali »Ana Triple« uživa nekaj uspeha na Iberskem polotoku. Izdelava v zvezi z njim ustreza nizozemskemu slogu. Dejansko obstajajo številne gospodarske in umetniške povezave med Nizozemsko, Svetim rimskim cesarstvom in Španijo, zlasti s prevzemom Karla V., na špansko umetnost pa močno vplivajo prispevki nizozemskih mojstrov, ki prihajajo v državo. Annie Cloulas-Brousseau tako omenja kot primer kiparja iz Antwerpna Gila de Siloéja, ki je konec 15. stoletja sestavil oltarno sliko v stolnici svete Marije v Burgosu (Capilla del Condestable), na vrh katere je postavil skupino sv. Ane Samotretje. Pravzaprav v Španiji pogosto najdemo horizontalne kompozicije, kjer ena poleg druge sedita dve enako visoki ženski, pri čemer ima otrok osrednje mesto, kar ustreza značilnostim severnoevropske umetnosti. Tema je pogosto predmet kiparskih upodobitev, zlasti v obliki podob, ki jih nosijo v procesiji med verskimi prazniki. V nasprotju s tem, kar se zgodi v Italiji ali Franciji, tema v kraljestvu vztraja vse do 17. stoletja, preden začne propadati.
Podobo svete Ane Samotretje najdemo tudi v srednji Evropi od 13. stoletja do srede 16. stoletja. Čehi in Moravci jo imenujejo Anna Samatreti. Po drugi strani pa ne najdemo ali pa zelo malo pojavljanja izvedbe teme vzhodneje.
Nazadnje, kar zadeva Novi svet, je bila Nova Francija – katoliška dežela po sili razmer – po močnem ponovnem vzponu kulta svete Ane v Franciji in zlasti v Bretanji v 16. stoletju mesto, kjer so se predstavitve teme uspešno uveljavile med kolonisti, kar dokazuje postavitev stolnice v Sainte-Anne-de-Beaupré, ki je postala romarsko središče regije.{{sfn|Nixon|2005|p=164} Kar zadeva domorodna ljudstva, kot so Indijanci Mi'kmaq, akadijska profesorica primerjalne zgodovine religij Denise Lamontagne opisuje njihovo spreobrnitev skozi »proces spreobrnjenja s pomočjo podob. Za te »pogane«, ki niso znali ne brati ne pisati, so se svete podobe predstavljale kot pravo teološko mesto, ki jim je omogočalo tako rekoč branje ob pogledu na stene«; kljub temu pa je bila vzpostavljena privilegirana povezava med sveto Ano in ameriškimi Indijanci. Vseeno pa je, tako kot na stari celini, proces, ki je izhajal iz Tridentinskega koncila, privedel do »postopnega izločanja svetnikov v korist enega samega Marijinega lika«: posledica tega je bila marginalizacija lika svete Ane. Upodobitev svete Ane Samotretje je nato zamenjana s poučno sveti Ano, ki je še toliko bolj prepričljiva, saj se domorodnim ljudstvom ponuja v primerjavi s figuro babice, ki nosi izkušnje in modrost.
Kar zadeva Južno Ameriko, je tudi to različica svete Ane vzgojiteljice, ki se je preko Španije tam uspešno uveljavila vse do 19. stoletja.